# 梅兰妮·阿普尔比
梅兰妮·苏珊·“梅尔”·阿普尔比（英語：Melanie Susan "Mel" Appleby，1966年7月11日—1990年1月18日），英国女歌手，与姐姐金·阿普尔比作为20世纪80年代二人组合Mel and Kim的成员之一而闻名。1987年3月，该组合凭借歌曲“Respectable”登上了英国单曲排行榜的榜首。
1990年，梅尔因癌症引发的肺炎早逝，终年二十三岁。